# Roque na Letních olympijských hrách 1904

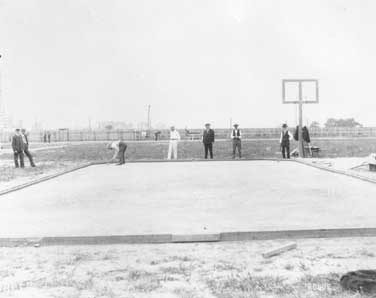
Roque na LOH 1904

Turnaj v roque na Letních olympijských hrách 1904 byl jedinou oficiální soutěží tohoto sportu v rámci olympijských her. Zápasy na Letních olympijských hrách 1904 proběhly 3. – 8. srpna a zúčastnili se jej pouze čtyři američtí hráči.

## Medailisté
| Zlato                                          | Stříbro                                       | Bronz                                        |
| ---------------------------------------------- | --------------------------------------------- | -------------------------------------------- |
| Charles Jacobus · Spojené státy americké (USA) | Smith Streeter · Spojené státy americké (USA) | Charles Brown · Spojené státy americké (USA) |